# Novodvinsk
Novodvinsk - Новодвинск (rus) - és una ciutat de l'óblast d'Arkhànguelsk, a Rússia.

## Història
Novodvinsk fou fundada el 1936 amb el nom de Vorotxilovski. El 1941 rebé l'estatus de vila urbana. El 1957 es reanomenà com Pervomaiski i accedí a l'estatus de ciutat el 1977, quan rebé el nom definitiu de Novodvinsk.